# عقاب أسود وكستنائي
العقاب الأسود والكستنائي (الاسم العلمي: Spizaetus isidori)، هو نوع من الطيور الجارحة في أمريكا الجنوبية يتبع الفصيلة البازية. يطلق عليه أحيانًا عقاب إيسيدور. غالبًا ما يوضع في جنس أحادي الأصنوفة (Oroaetus). ومع ذلك، تشير الاختبارات الجينية الحديثة إلى أن هذا النوع وثيق الصلة إلى حد ما بأنواع فيئة وبالتالي يُضم إلى الأنواع جنس فيئة.